# Discontinuïtat de Gutenberg

Esquema de l'interior de la Terra. B: Discontinuïtat de Gutenberg; 4: Mantell; 5: Nucli extern.

La discontinuïtat de Gutenberg és la divisió entre el mantell i el nucli de la Terra, situada a uns 2.900 km de profunditat. Es caracteritza per no ser travessada per les ones sísmiques S i fer disminuir la velocitat de les ones sísmiques P de 13 a 8 km/s. És una de les capes més primes de la Terra, igual que la discontinuïtat de Mohorovičić. Sota aquest límit és on es generen corrents electromagnètics que donen origen al camp magnètic terrestre, gràcies a l'acció convectiva del fregament entre el nucli extern (format per materials ferromagnètics) i el mantell. Porta el nom del seu descobridor, Beno Gutenberg, sismòleg alemany que la va descobrir el 1914.
La superfície imaginària rep el nom també de discontinuïtat de Wiechert-Gutenberg. Wiechert fou professor i tutor de Gutemberg durant uns anys.